# Joey Mercury
Adam Birch (* 18. Juli 1979 in Fairfax, Virginia), besser bekannt unter seinem Ringnamen Joey Mercury, ist ein US-amerikanischer Wrestler. Er steht zurzeit bei der WWE als Trainer unter Vertrag.

## Karriere

### Anfänge
Birch bestritt sein Wrestling-Debüt am 12. Oktober 1996 bei Maryland Championship Wrestling unter dem Namen Joey Matthews und war dort recht erfolgreich. Zwischen 1996 und 2000 trat er bei mehreren Independent-Ligen auf (z. B. Maryland Championship Wrestling, Steel City Wrestling oder Organization Of Modern Extreme Grappling Arts). Im Jahr 2000 wechselte Birch zu Extreme Championship Wrestling und war dort bis zur Auflösung der Liga im Jahr 2001 aktiv. Danach trat er bei verschiedenen Independent-Ligen (z. B. Memphis Championship Wrestling, Maryland Championship Wrestling oder Pro Pain Pro Wrestling) auf. Allerdings trat Birch auch bei größeren Wrestling Promotions auf (TNA und Ring of Honor).

### WWE

#### Ohio Valley Wrestling
2004 unterzeichnete Birch einen Vertrag bei World Wrestling Entertainment, bei deren Entwicklungsliga Ohio Valley Wrestling er zunächst trainiert wurde. Er bekam den Namen Joey Mercury und bildete fortan ein Tag Team mit Johnny Nitro und dessen Managerin Melina, welches MNM genannt wurde. Sie durften den OVW Southern Tag Team Championship gewinnen und später in der WWE-Hauptshow SmackDown auftreten.

#### SmackDown

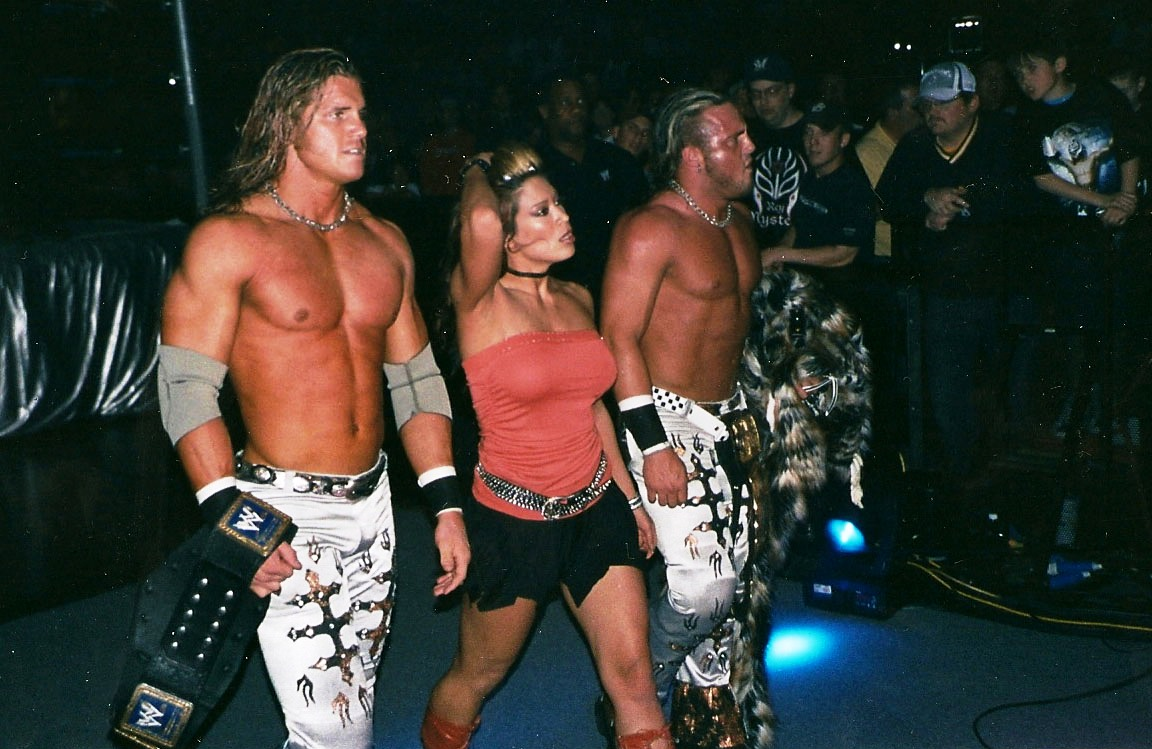
Nitro, Melina und Birch (v. l. n. r.)

Bei SmackDown hatten sie Fehdenprogramme mit zahlreichen namhaften Teams. Man ließ MNM bereits in ihrem ersten Jahr bei Smackdown drei Mal die WWE Tag Team Championship halten. Innerhalb der Handlung kam es dann zum Titelverlust im Mai 2006 bei der Veranstaltung Judgement Day, woraufhin man Birch von Melina und Nitro trennte. Kurz darauf ließ man Nitro und Melina zur Montagssendung RAW wechseln und Birch wurde wegen eines Verstoßes gegen die WWE-Drogen- und Medikamentenverordnung für 30 Tage suspendiert.
Birch war dann für sechs Monate in einer Pause und ab 27. November 2006 ebenfalls bei RAW zu sehen. Hier gab es eine Reformation des Teams MNM. Bei einem Kampf bei der Veranstaltung Armageddon, brach sich Birch nach einer missglückten Aktion von Jeff Hardy das Nasenbein. Nach ein paar Wochen Pause kam er zurück und bestritt  zusammen mit Nitro ein Programm gegen die Hardy Boyz. Kurze Zeit später wurde das Team dann erneut aufgelöst, Birch machte bei SmackDown weiter, Nitro und Melina bei RAW. Am 26. März 2007 wurde Birch entlassen.

### Independent-Ligen
Ab Juli 2007 hatte er ein paar Auftritte bei All American Wrestling. Im Januar 2008 debütierte er bei der Liga Ring of Honor als neues Mitglied von The Age of the Fall. Danach wechselte er zu Ohio Valley Wrestling, nachdem diese nicht mehr Teil der WWE war. Birch war zunächst als Trainer dort tätig, stieg ab März aber wieder selbst in den Ring.

### Rückkehr zur WWE
Bei Extreme Rules am 25. April 2010 kehrte Birch als unbekannter und maskierter Wrestler zurück, der die Straight Edge Society unterstützte, in dem er in diversen Matches zu Gunsten der Straight Edge Society eingriff. Bei der SmackDown-Ausgabe vom 23. Juli 2010 wurde er gegen seinen Willen von The Big Show demaskiert und von den Kommentatoren als Joey Mercury identifiziert. Kurze Zeit später wurde Serena Deeb von der WWE entlassen und Luke Gallows verließ die SES, was das Ende der Gruppierung zur Folge hatte.
Seitdem fungiert er als Trainer bei der WWE-Aufbauliga Florida Championship Wrestling (FCW). Seit November 2014 trat er zusammen mit Jamie Noble als Security von Seth Rollins in den Live-Shows auf.

## Erfolge

### Titel
- WWE:
3× WWE Tag Team Champion – mit Johnny Nitro
- Atlantic Terror Championship Wrestling:
1× ATCW Tag Team Champion – mit Christian York
- American Wrestling Council:
1× AWC Light Heavyweight Champion
- Independent Professional Wrestling Alliance:
2× IPWA Light Heavyweight Champion
- Maryland Championship Wrestling:
1× MCW Heavyweight Champion
1× MCW Cruiserweight Champion
1× MCW Rage Television Champion
1× MCW Tag Team Champion – mit Christian York
- Mid-Eastern Wrestling Federation:
1× MEWF Tag Team Champion – mit Christian York
- National Wrestling Alliance:
1× NWA Light Heavyweight Champion
1× NWA World Tag Team Champion – mit Christian York
- New York Wrestling Connection:
1× NYWC Heavyweight Champion
- Organization of Modern Extreme Grappling Arts:
2× OMEGA Light Heavyweight Champion
- Ohio Valley Wrestling:
1× OVW Television Champion
1× OVW Southern Tag Team Champion – mit Johnny Nitro
- Pro-Pain Pro Wrestling:
1× 3PW Heavyweight Champion
- Southern Championship Wrestling:
3× SCW Junior Heavyweight Champion
- Steel City Wrestling:
1× SCW Tag Team Champion – mit Christian York
- Virginia Championship Wrestling:
1× VCW Tag Team Champion – mit Christian York

### Auszeichnungen
- Pro Wrestling Illustrated:
Tag Team of the Year (2005) – mit Johnny Nitro
- Maryland Championship Wrestling:
Shane Shamrock Memorial Cup (2001)